# 풍향계

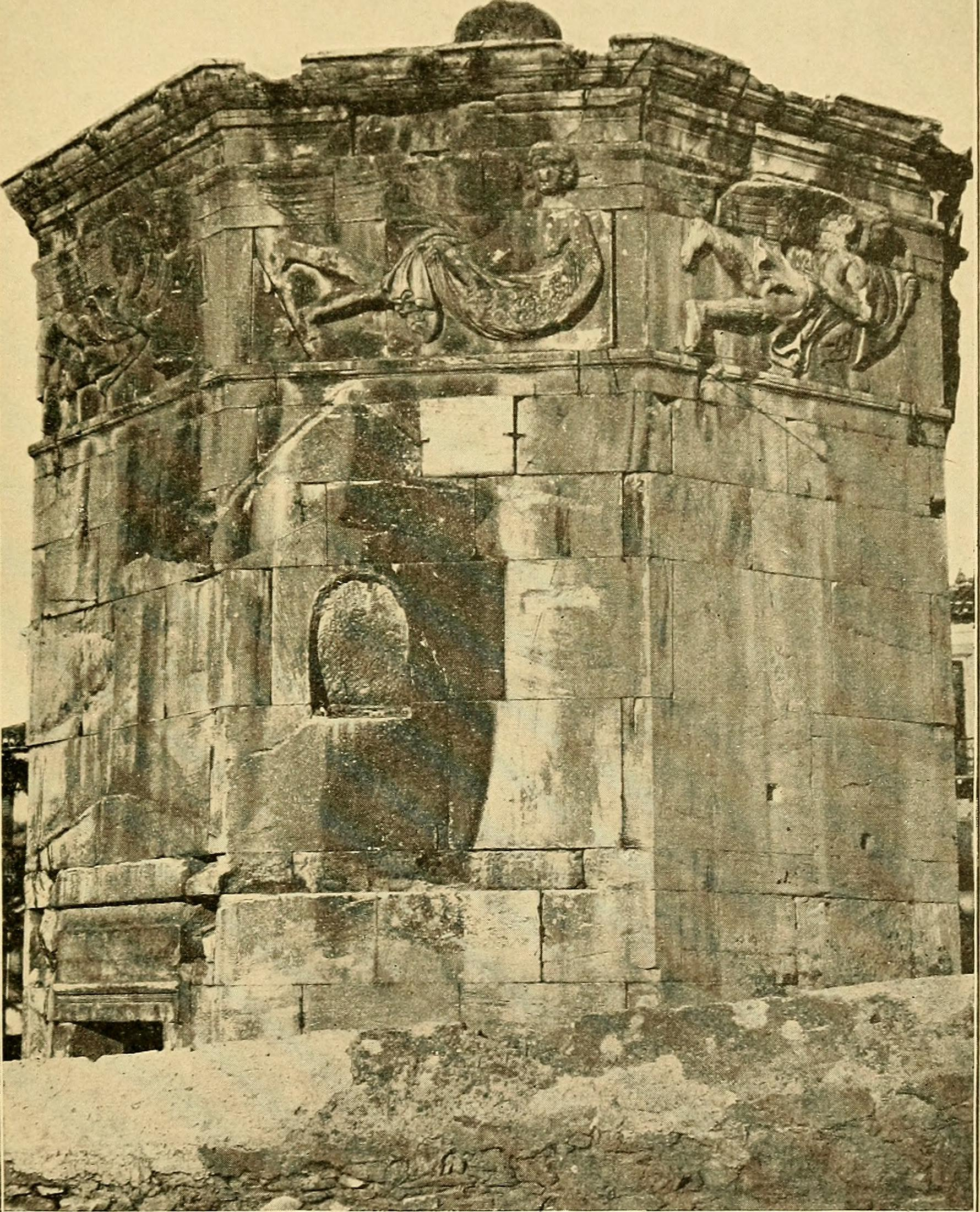
바람의 탑, 기원전 2세기 아테네. 한때 청동 트리톤이 풍향계 역할을 했지만 사라졌다.

풍향계(風向計, weather vane or wind vane)는 바람의 방향을 보여주거나 풍향의 변화를 나타내도록 설계된 장치이다. 일반적으로 위에는 풍향계가 있고, 어떤 종류의 결합 장치를 통해 아래 건물과 연결되며, 풍향과 변화를 보여주는 다이얼이나 인덱스와 포인터가 있는 장치에 적용되는 이름이다.
풍향계는 고대부터 존재했으며 현대적인 기계 및 전자 장비로 발전했다. 이 단어는 1700–10년경 영어에서 처음으로 기록되었다. 이는 그리스어 바람 + -scope에서 파생되었다.
종종 함께 사용되는 풍속계와는 구별한다. 풍속계는 바람의 속도를 측정하는 장치이다.

## 역사
고대에는 연기의 방향이나 깃발을 올리는 것으로 풍향을 나타냈다. 풍향계는 바람의 공식적인 방향을 측정할 수 있는 기반을 형성했다.
티모스테네스(기원전 270년 활동)의 풍향 지시기(풍향계)는 그가 고안한 12가지 바람 체계(아파르크티아스, 보레아스, 카이키아스, 아펠리오테스, 유로스, 유로노토스, 노토스, 리보노토스, 립스, 제피로스, 아르게스테스, 트라스키아스)의 방향을 나타내는 반지름이 있는 원반으로 구성되었다.
바람의 탑은 기원전 2세기 아테네의 건축물이다. 한때 청동 트리톤이 풍향계 역할을 했지만 사라졌다. 기단 주변에는 여덟 개의 조각상이 남아 있다. 이 부조로 새겨진 비행하는 형상들은 바람을 나타내며, 각 조각상 아래에는 한때 해시계가 있었다. 물시계도 있었다. 탑의 높이가 40피트이고 지름이 27피트이므로 여전히 인상적인 대상이다. 이 바람의 탑은 바람을 관찰하기 위해 알려진 가장 오래된 건축물이다.

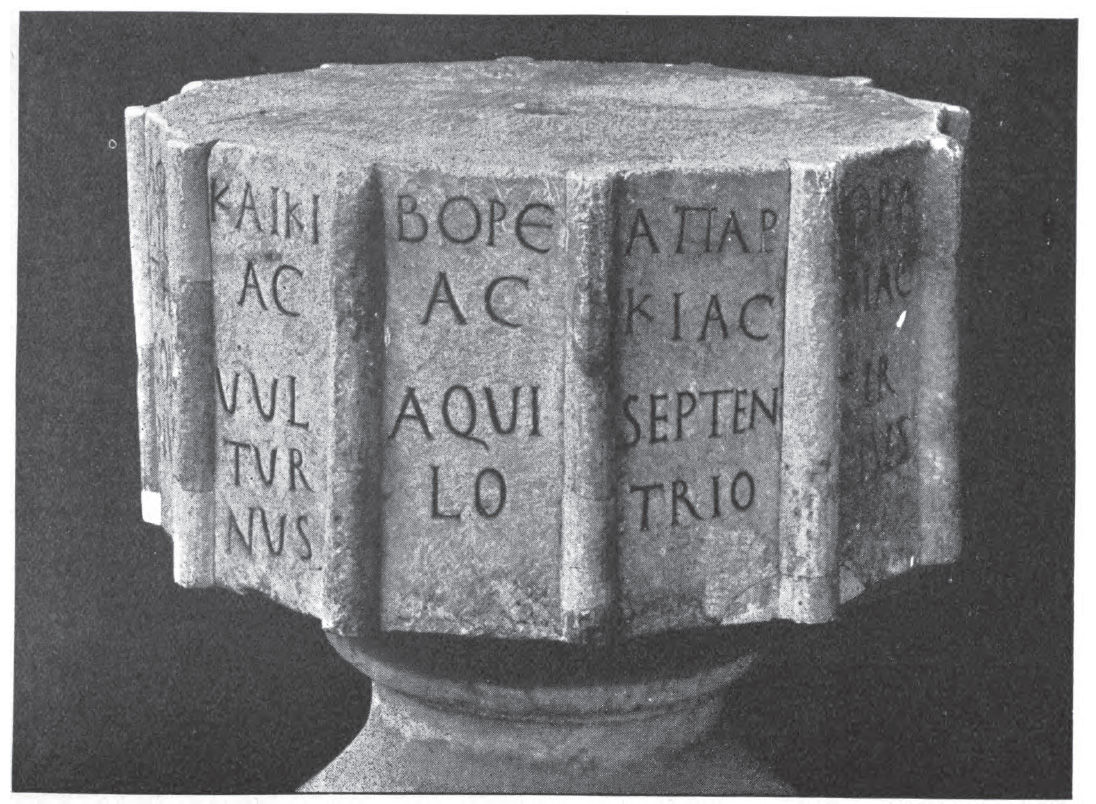
기원전 2세기 또는 3세기의 대리석 로마 풍향계("바람의 표"), 그리스어와 라틴어로 바람에 대한 비문이 있다. 바티칸 박물관, 로마.

비트루비우스(기원전 1세기)가 묘사한 고대 풍향계는 바람이 실제로 어느 방향으로 불었는지 보여주기 위한 것으로, 어느 방향으로 변할지 예언하기 위한 것은 아닌 것으로 보인다. 후기 에우트로피우(Eftropiou)의 풍향계도 비슷한 디자인이다.
특히 양장(catgut)을 사용하는 흡습성(hygroscopic) 장치는 바람의 변화를 예언하는 데 거의 실패하지 않는 매우 좋은 풍향계로 간주되었다.
독일의 오토 폰 게리케(1602-1686)는 화창함과 비에 대한 날씨 변화를 예언하기 위해 자신이 발명한 기계에 풍향계라는 이름을 붙였다. 이 기계는 기압이 증가하거나 감소함에 따라 유리관에서 오르내리는 작은 나무 인형으로 구성되었다. 따라서 M. 코미어스(M. Comiers)는 이것이 일반적인 기압계의 단순한 적용임을 보여주었다. 이 형태의 풍향계는 레오나르도 다 빈치가 발명했다.
산업 시대에 풍향계는 풍향계의 방향 지점을 디스플레이 패널이나 기록 롤로 전달하는 기계 장치가 되었으며, 나중에는 전기 신호로 바뀌었다.

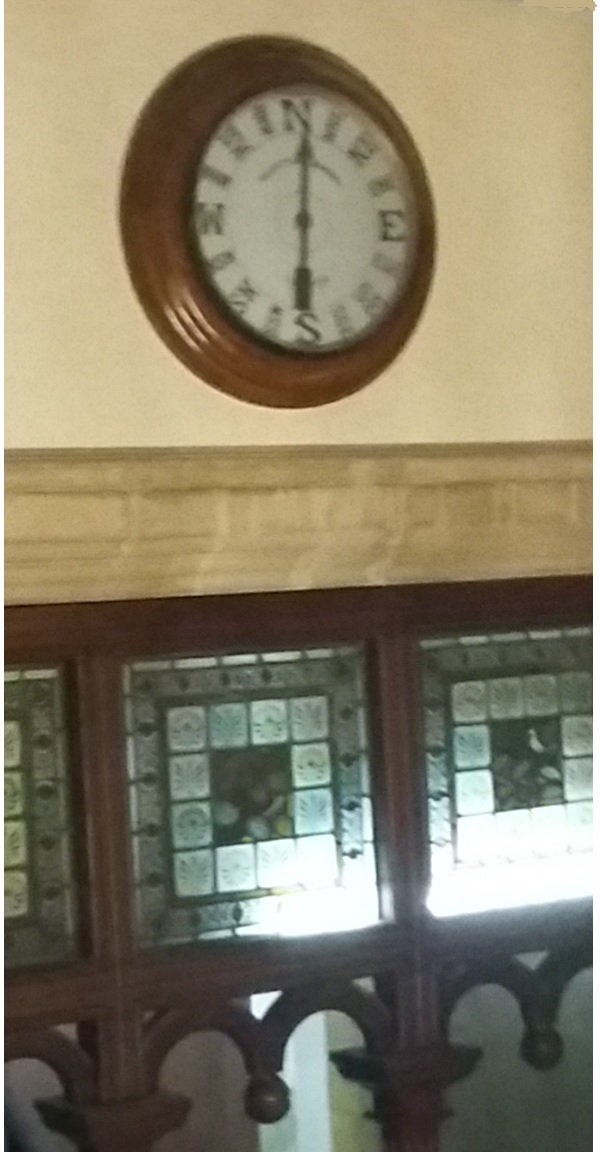
잉글랜드 하트퍼드셔 주 펜들리 매너 호텔 계단통에 있는 빅토리아 시대 풍향계, c1875

빅토리아 시대 풍향계(c1875)의 한 예는 하트퍼드셔 주 잉글랜드 컨트리 하우스인 펜들리 매너에 있다. 이 풍향계는 큰 나무 다이얼에 포인터가 있어 집 꼭대기에 있는 풍향계의 압력에 의해 구동되는 현재 풍향을 보여준다.
미국 기기 제작자 줄리앙 P. 프리즈 & 선즈(Julien P. Friez & Sons)가 만든 c1920년대 풍향계는 하버드 대학교 소장품에 있으며, 풍속 측정 풍속계와 함께 자동 풍향계의 일부로 사용하도록 설계되었다.
오늘날 풍향계는 기상관측소와 특히 보트와 같은 교통수단에 사용된다. 해상 풍향계는 종종 방위(북, 남, 동, 서)보다는 보트 방향(즉, 앞, 뒤, 현측)과 관련하여 바람의 방향을 보여준다.

## 같이 보기
- 풍속계
- 바람자루
- 풍배도